# Andrea Evangelina Rodríguez Perozo

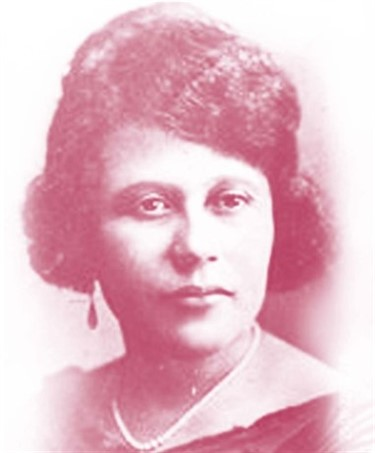
Andrea Evangelina Rodriguez Perozo

Andrea Evangelina Rodríguez Perozo (* 10. November 1879 in San Rafael del Yuma, Dominikanische Republik; † 11. Januar 1947 in San Pedro de Macoris, Dominikanische Republik) war eine dominikanische Medizinerin und Autorin. Sie war die erste Frau, die in der Dominikanischen Republik ein Medizinstudium absolvierte.

## Leben und Werk
Perozo war die Tochter von Felipa Perozo und Ramón Rodríguez, der Offizier in der Armee von Pedro Santana war. Sie wurde von ihrer Großmutter väterlicherseits aufgezogen, nachdem sie von ihren leiblichen Eltern verlassen wurde. Als Kleinkind wurde sie zuerst von ihrer Mutter verlassen, dann verließ ihr Vater sie und gab sie an ihre Mutter zurück. Sie verdiente als junges Mädchen zusammen mit ihrer Großmutter ihren Lebensunterhalt durch den Verkauf von Gofio. Durch den Verkauf von Gofio konnte sie Schulmaterial für die Grundschule kaufen, deren Unterricht kostenlos war. Das Schulgeld für eine weiterführende Schule verdiente sie mit einer Stelle als Alphabetisierungslehrerin für Erwachsene an einer örtlichen Abendschule. Nach Abschluss der Sekundarschule setzte sie ihre Arbeit als Lehrerin fort.
1903 schrieb sie sich an der medizinischen Fakultät der Universidad Autónoma de Santo Domingo ein und erhielt 1909 ihren Abschluss als erste Frau in der Dominikanischen Republik. Da es in San Pedro de Macoris bereits genügend praktizierende Ärzte gab, eröffnete sie eine Praxis in Ramón Santana. Hier behandelte sie mittellose Patienten kostenlos. Über ein Jahrzehnt lang behandelte sie und sparte wenig Geld, um ein weiterführendes Studium aufzunehmen. Sie erhielt 1919 ihren Titel mit der Spezialisierung als Gynäkologin. Nachdem sie als Gynäkologin gearbeitet hatte, hatte sie ausreichend Geld gespart, um sich in Paris auf Geburtshilfe und Pädiatrie zu spezialisieren. Sie segelte 1921 nach Frankreich, wo sie an der Universität von Paris Gynäkologie, Geburtshilfe und Pädiatrie studierte und 1925 ihren Abschluss erwarb.
Zurück in der Dominikanischen Republik behandelte sie ihre Patienten, entband Babys und bot medizinische Beratung an. Da ihr zunehmend die sozialen Wurzeln vieler Krankheiten bewusst wurden, wandte sie sich auch der Sozialarbeit zu. Eine hohe Zahl sexuell übertragbarer Krankheiten überzeugte sie davon, dass Vorbeugen eine bessere Strategie sei als Heilen. Sie begann, lokale Prostituierte an ihrem Arbeitsplatz aufzusuchen und ihnen Ratschläge und kostenlose medizinische Behandlung zu geben. Infolgedessen geriet sie Kritik.
In den 1930er Jahren beteiligte sie sich aktiv an einer Frauenbewegung für das Frauenwahlrecht und umfassende soziale und wirtschaftliche Reformen. Sie veröffentlichte in der Zeitschrift Femina, veröffentlichte Gedichte in lokalen Zeitschriften und schrieb einen Roman mit dem Titel Selisete, der nach ihrer Adoptivtochter benannt war.
In den späten 1930er Jahren war sie eine Gegnerin der Trujillo-Diktatur geworden, was ihr Leben gefährdete und sie viele Freundschaften und potentielle Verbündete bei ihrer medizinischen Mission, den Armen zu helfen, kostete. Ihr politisches Bewusstsein, das bereits während ihrer Studienjahre in Frankreich ausgeprägt war, wurde durch Kontakte mit republikanischen Flüchtlingen des spanischen Bürgerkriegs  weiter geschärft.
Aufgrund ihrer Opposition gegen das Regime von Rafael Leónidas Trujillo Molina und ihrer Kritik an der Regierung wurde sie verhaftet, in die mexikanische Festung in San Pedro de Macorís gebracht und gefoltert. Später wurde sie auf einem verlassenen Feldweg in der Nähe von Hato Mayor freigelassen.
Sie starb am 11. Januar 1947 im Alter von 67 Jahren. Die damalige Presse verschwieg ihren Tod.

## Anerkennungen
- Die Dominikanische Republik ehrte sie, indem sie sie auf einer Gedenkbriefmarke vom 26. September 1985 abbildete.[5][6]
- In der Stadt Santo Domingo gibt es eine Straße, die nach Andrea Evangelina Rodríguez benannt ist.
- In der Dominikanischen Republik ist die Klinik Evangelina Rodríguez Profamilia nach ihr benannt.[7]
- Die INTEC-Universität verfügt außerdem über das Dra. Evangelina Rodríguez Community Health Center, das medizinische Grundversorgung anbietet.[8]